# Кистяковский, Александр Богданович
Александр Богданович Кистяковский (1904—1983) — советский  биолог, орнитолог, доктор биологических наук, профессор.

## Биография
Родился в 1904 году селе Хатки в Шишацком районе Полтавской области. С 1960 года село снято с учета как отдельный населенный пункт около и находится территориально в пределах села Малый Перевоз. Родился в семье известного правоведа, философа и социолога, академика УАН Богдана Александровича Кистяковского (1868—1920) и Марии Беренштам. Старший брат — Георгий Богданович Кистяковский (1900—1982) — выдающийся американский физик и химик, один из участников «Манхэттенского проекта», помощник президента США Дуайта Эйзенхауэра по науке и технике.
Окончил Ленинградский государственный университет в 1930 году. В 1936 работал в Каневском заповеднике, а в 1937 году — ассистентом в зоологическом музее. С 1946 года — доцент, с 1961 года — профессор кафедры зоологии позвоночных Киевского государственного университета имени Тараса Шевченко. С 1965 года — заведующий кафедрой зоологии позвоночных этого вуза.
Тема кандидатской диссертации — «Птицы западного Памира» (1946). Тема докторской диссертации — «Половой отбор и видовые отличительные признаки у птиц» (1960 год). Развивал такие научные направления, как орнитогеография, охотоведение, теория полового отбора. Установил наличие у птиц ориентационных и навигационных дублирующих систем. Член ученого совета биологического факультета и Института зоологии АН УССР. Член редакционного совета журнала «Вестник зоологии». Член орнитологического общества имени Кесслера. Автор более 250 научных трудов.
Похоронен на Байковом кладбище в Киеве.

## Основные труды
- Материалы по зоогеографии Памира (На основе распространения наземных позвоночных). К. 1950
- «Фауна України». Т. 4: Птахи: загальна характеристика птахів. Курині. Голуби. Пастушки. Рябки. Журавлі. Дрофи. Кулики. Мартини. — К. 1957.
- Кистяковский А. Б. Половой отбор и видовые опознавательные признаки у птиц. — Киев: Изд-во Киев. гос. ун-та им Т. Г. Шевченко, 1958. — 200 с.
- Воїнственський М. А., Кістяківський О. Б. Визначник птахів УРСР. — К.: Рад. школа, 1962. — 371 с.